# La Croix-aux-Mines
La Croix-aux-Mines är en kommun i departementet Vosges i regionen Grand Est (tidigare regionen Lorraine) i nordöstra Frankrike. Kommunen ligger i kantonen Fraize som tillhör arrondissementet Saint-Dié-des-Vosges. År 2022 hade La Croix-aux-Mines 456 invånare.

## Befolkningsutveckling
Antalet invånare i kommunen La Croix-aux-Mines
| Referens: INSEE |